# Tiberius Pompeius Priscus

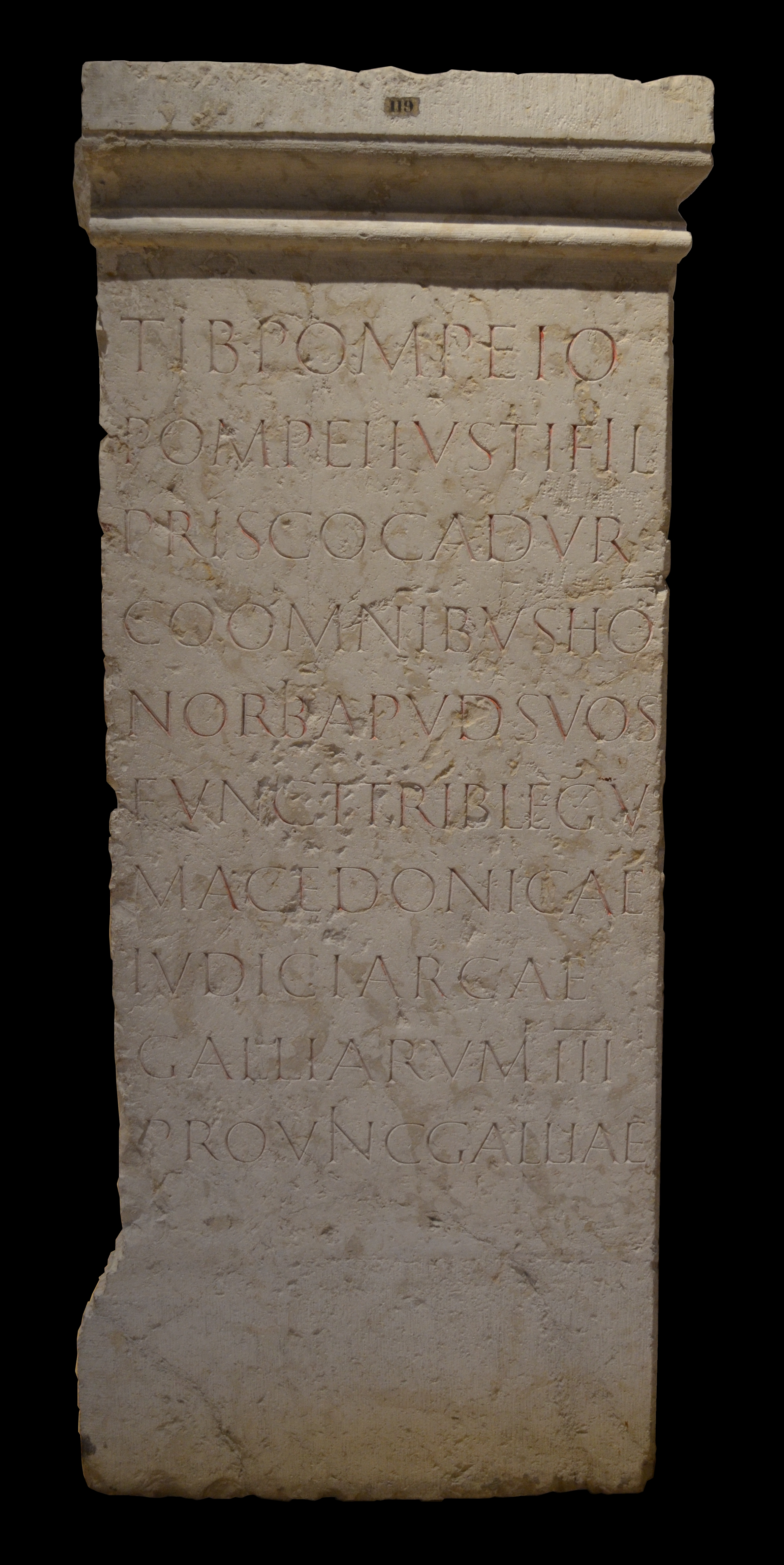
Die Inschrift

Tiberius Pompeius Priscus (vollständige Namensform Tiberius Pompeius Pompei Iusti filius Priscus) war ein Angehöriger des römischen Ritterstandes (Eques).
Durch eine Inschrift, die in Lyon gefunden wurde, ist belegt, dass Priscus Tribunus angusticlavius in der Legio V Macedonica und danach iudex arcae Galliarum III war. Er war der Sohn eines Pompeius Iustus und Angehöriger des Stammes der Kadurker.